# Prince Royce
Geoffrey Royce Rojas (Nova Iorque, 11 de maio de 1989) é um cantor, produtor musical e compositor norte-americano de origem dominicana. Assinou contrato com a editora Top Stop Music para ser compositor, mas após seu padrinho musical, Sergio George conseguir com que o presidente da gravadora ouvisse uma demo, o jovem artista se tornou cantor. Mais tarde assinou contrato com a Atlantic Records.
Em março de 2010, ele lançou seu álbum de estréia auto intitulado, que gerou dois singles de sucesso comercial: "Stand by Me" e "Corazón Sin Cara". Ambas as músicas atingiram o número um na parada Tropical Songs enquanto "Corazón Sin Cara" alcançou a primeira posição no Latin Songs. O álbum também se tornou um sucesso, alcançado a primeira posição no Latin Álbuns.
Royce é vencedor de oito prêmios Lo Nuestro Awards, onze Billboard Latin Music Awards, quatro Premios Juventud e dois Casandra Award. Royce tem como inspiração o Rei do Pop Michael Jackson, o Rei do Pop Latino Enrique Iglesias, o cantor Usher, e Juan Luis Guerra.

## Carreira artística

### 1989–2009: Vida pessoal e início da carreira

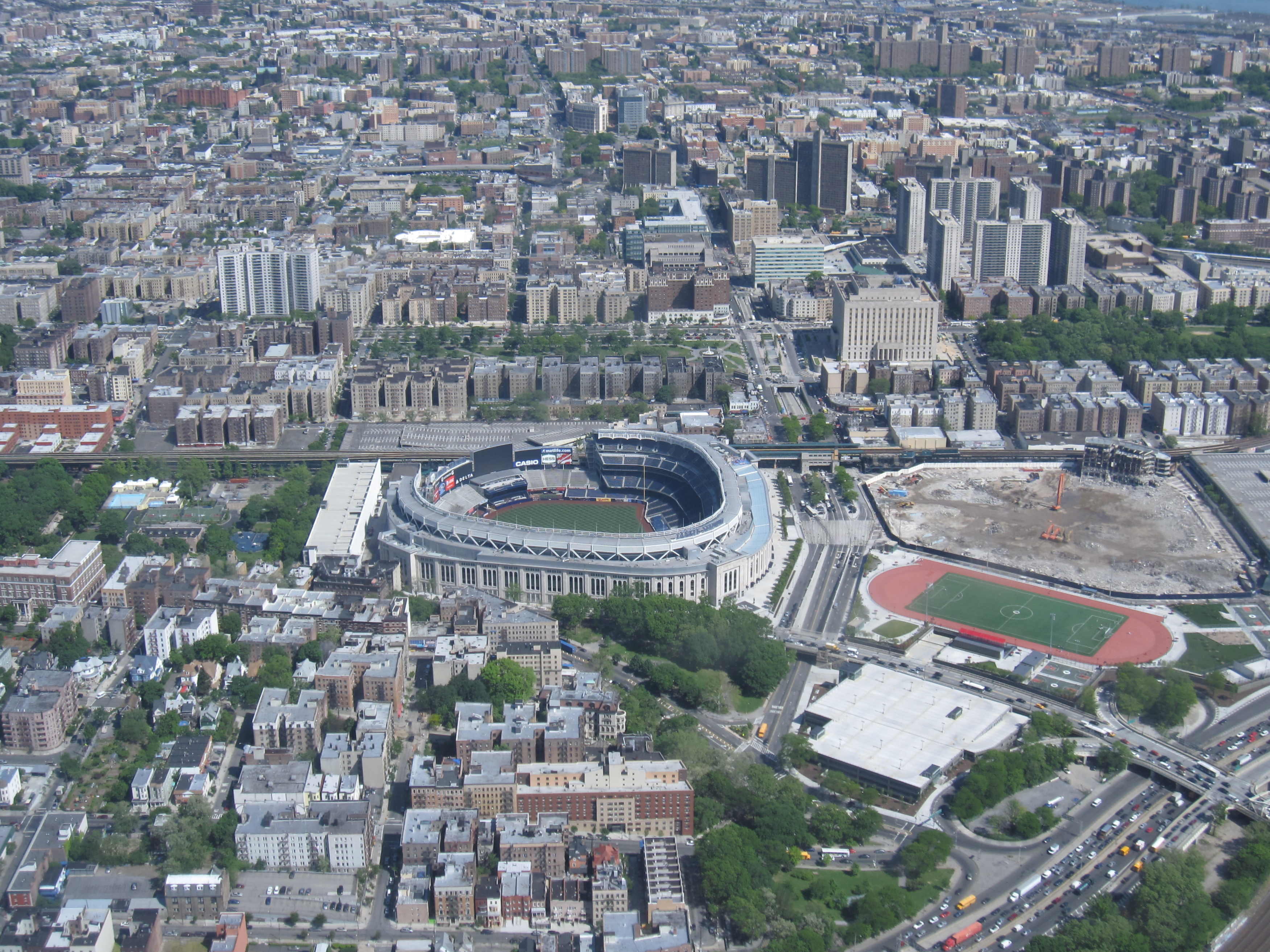
Visão panorâmica do bairro de Bronx, em Nova Iorque, onde Royce passou a infância.

Geoffrey Royce Rojas nasceu em 11 de maio de 1989 e cresceu em Bronx, um bairro da cidade de Nova Iorque. Ele é o filho mais velho de quatro irmãos, nascidos de pais dominicanos, sua mãe que trabalha em um salão de beleza e seu pai como taxista. Quando ele era jovem e estudava, participou de um coral na escola primária e competiu em programas de talentos. Com 13 anos, começou a escrever poesia que futuramente se transformou em composições. Aos 16 anos, ele fez suas primeiras composições musicais e adotou o nome artístico, Prince Royce. Aos 18 anos, ele participou do programa Sábado Gigante, do canal norte-americano Univisión, onde interpretou músicas de Wisin y Yandel. Em recordação a sua primeira apresentação diante de uma multidão, ele disse: "Foi quando estudava Ensino Fundamental, eu estava cantando uma canção de Natal. Eu me senti muito confortável no palco". Aos 19, foi descoberto e contratado por Andrés Hidalgo, seu atual empresário. Hidalgo começou a ajudar o trabalho de Royce com música bachata. Esse foi o momento específico em que Royce havia decidido que seguir uma carreira musical era o que ele queria fazer. Hidalgo apresentou Royce para Sergio George, que após ouvir três demos o contratou para editora Top Stop Music.

### 2010 - Primeiro álbum

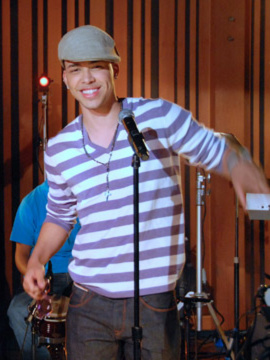
Royce se apresentando no Acceso Total em 2012.

Royce lançou seu álbum de estúdio homônimo de estréia em 2 de março de 2010. O álbum foi produzido principalmente por Hidalgo e Sergio George, com co-produção de funções por Royce. Carlos Quintana, do site About.com, descreveu a produção musical do álbum como "Bachata com elementos de R&B e com influências de música pop", enquanto Jason Birchmeier do Allmusic, elogiou a produção de Hidalgo e os vocais nítidos de Royce, que muitas vezes é livre, mas acrescenta toques de batidas urbanas, aqui e ali. Duas semanas após o lançamento, o álbum alcançou a décima quinta posição na parada Latin Álbuns. O primeiro single do álbum, "Stand by Me", é um remake da canção de Ben E. King de 1961, e chegou ao número um no Tropical Songs, e também chegou a número oito no gráfico Latin Songs. O segundo single, "Corazón Sin Cara", foi lançado em meados de fevereiro de 2010 e chegou ao número um em ambos os gráficos. O álbum, meses depois ao lançamento conseguiu a primeira posição no Latin Álbuns e foi certificado como disco de platina tripla nos Estados Unidos pela Recording Industry Association of America (RIAA). Em dezembro de 2010, Royce gravou uma canção com Sergio George intitulada "El Campo de Sueños", que é usado como tema para o programa televisivo "El Campo de Sueños" da rede ESPN.
O álbum recebeu uma nomeação ao Grammy Latino de 2010, na categoria "Melhor Álbum Tropical Contemporâneo". Na noite de premiação do Grammy Latino, Royce cantou a música "Stand by Me" ao lado do cantor Ben E. King. No ano de 2011, Royce foi vencedor de três prêmios Lo Nuestro Awards nas categorias "Artista Masculino do Ano", "Novo Artista Solo" e "Canção do Ano" por "Stand by Me". Royce também foi indicado à 6 prêmios no Billboard Latin Music Awards de 2011, tendo vencido em três categorias; "Artista Tropical Airplay do Ano", "Álbum Tropical do Ano" e "Artista Solo de Álbuns Tropicais". O cantor colaborou na canção "Ven Conmigo" de Daddy Yankee para o álbum Prestige. Foi anunciado por Enrique Iglesias que ele estaria em turnê e que Royce e Pitbull seriam os convidados especiais. A turnê começou em meados de setembro de 2011.

### 2015-atualmente:Phase IIe primeira turnê

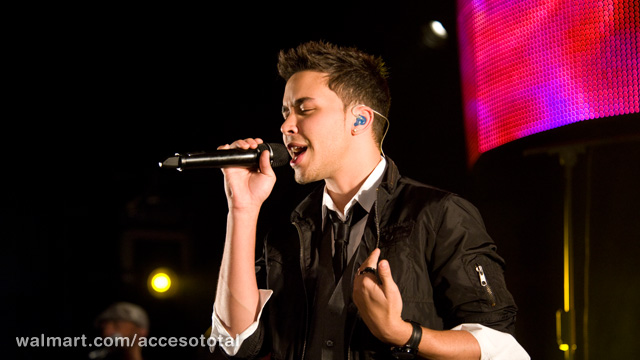
Royce se apresentando no Acceso Total.

Em maio de 2011, Royce assinou um contrato com a gravadora Atlantic Records para lançar álbuns em inglês. Este contrato é uma parceria conjunta entre a gravadora Atlantic Records e a editora Top Stop Music. A revista Billboard revelou que Royce estava trabalhando em seu segundo álbum de estúdio. Mike Caren, vice-presidente executivo do A&R da Atlantic, disse que a maioria das canções seriam em inglês, com influências da música latina. Embora Caren tenha dito que a maioria das músicas iriam ser na língua inglesa, em 10 de abril de 2012, foi lançado seu segundo álbum, Phase II, que contém canções apenas em espanhol. O álbum de 13 faixas incorpora uma variedade de estilos musicais de Bachata para Mariachi, bem como melodias atípicas de música Bachata tradicional. Impulsionado pela popularidade do seu primeiro single "Las Cosas Pequeñas", Phase II se tornou o mais vendido na loja online, iTunes. "Las Cosas Pequeñas" estreou na primeira posição no gráfico Tropical Songs, duas semanas depois alcançou a primeira posição no Latin Songs.
Na semana de lançamento do álbum Phase II, Royce participou de quatro eventos para autógrafos nos Estados Unidos. Sua aparição em Chicago, no Trans World Entertainment quebrou um recorde, por ter o maio público em um evento musical da loja. Em setembro de 2012, o cantor participará do Festival People en Español, criado pela revista People, que traz personalidades da música latina, como: Luis Miguel e Daddy Yankee. Royce cantará no festival "Made in America", criado pelo rapper americano Jay-Z o evento apresentará artistas de diversos ritmos musicais como Rita Ora, Skrillex, Calvin Harris, Janelle Monáe, Afrojack e Pearl Jam.
Em entrevista ao site La Nación, o cantor revelou que desejava fazer sua primeira turnê, dando inicio ao fim de 2012. Segundo ele, apresentações no Estados Unidos, República Dominicana e Porto Rico, já estavam certas, mas deseja passar em toda América Latina e por fim, em países que recebe muito carinho; como a Colômbia e Venezuela. Revelando que já recebeu propostas para se apresentar na França, Espanha, Itália e Áustria, Royce explicou que recusou por achar que não era o momento certo.

## Características musicais

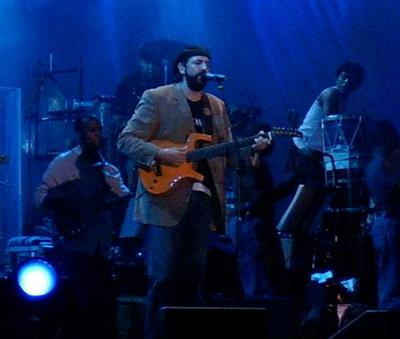
Juan Luis Guerra é a principal influência do cantor.

Durante sua infância e adolescência, o cantor revelou que ouvia diferentes gêneros musicais como techno, música pop, rap, hip-hop, rock e bachata, incluindo temas de Michael Jackson, Usher, Ginuwine, Juan Luis Guerra, Romeo Santos e Aventura, suas principais influências. Segundo ele, Juan Luis Guerra é sua maior influência musical, Royce contou que durante sua adolescência, pensava muito como ele se destacava tanto no mundo musical e como era difícil um dominicano se destacar, principalmente porque ele cantava em espanhol. O compositor Jason Birchmeier chamo-o de "uma das grandes promessas do mundo da música e da bachata urbana. As melodias de suas canções são diferentes, porque elas acrescentam violinos e violoncelos".

### Voz
Seu timbre vocal é considerado Tenor lírico, por ser apaixonante, expressivo e sensual, aveludado e redondo que lembra o timbre do violoncelo. Sandra Commisso do site Clarin escreveu: "Não é a toa que [Prince Royce] representa a música bachata, seu talento é inexplicável e sua voz é mais do que todos esperam para um artista de 23 anos". Carlos Quintana do About.com elogiou a performance vocal do cantor: Royce é capaz de reforçar um estilo único definido por sua voz doce, o estilo romântico, e suaves arranjos bachata. Finalizou a publicação justificando: "Assim como o álbum anterior, o Phase II é uma produção bilingue definido por seu apelo romântico".

## Apresentações
Embora o cantor não tenha embarcando em uma grande turnê, Royce já fez digressões promocionais nos Estados Unidos e Porto Rico. Em 2011, foi revelado que o cantor seria o ato de abertura da turnê Euphoria Tour de Enrique Iglesias, juntamente com o rapper Pitbull em mais de 18 cidades. Sua primeira apresentação no Chile decorreu em 3 de março de 2012 na Movistar Arena, os ingressos tiveram custos de 15 a 55 dólares. Em 23 de junho de 2012, Royce fez sua primeira apresentação na Venezuela em Caracas, em 30 de agosto, o cantor voltará ao país para se apresentar no concurso para definir a Miss Venezuela.

## Discografia
Ao longo de sua carreira Prince Royce lançou dois álbuns de estúdio e nove singles (incluindo dois promocionais e dois como artista convidado). Seu álbum de estreia auto-intitulado Prince Royce, foi lançado em 2010 pela gravadora Atlantic Records, misturando em suas músicas o estilo R&B, bachata e a música pop. O álbum teve uma vendagem mundial muito favorável vendendo mais de meio milhão de cópias. Os singles "Stand by Me" e "Corazón Sin Cara" ficaram em primeiro lugar no Tropical Songs, este ultimo alcançou a primeira posição no Hot Latin Songs. Em 2011, Royce ficou conhecido por popularizar a música bachata no mundo inteiro.
Em 2012, foi lançado pela Atlantic Records o segundo álbum de estúdio do cantor, Phase II, que se destacou desde sua primeira semana. Phase II vendeu 23 mil cópias na primeira semana somente nos Estados Unidos, atingido a primeira colocação no Billboard Top Latin Albums e Tropical Albums, além da décima sexta na Billboard 200. "Las Cosas Pequeñas" foi lançado como primeiro single enquanto "Addicted" foi lançado como single promocional.

## Prêmios e indicações
Em 2010, Royce lançou seu primeiro álbum de estúdio, Prince Royce que recebeu uma indicação ao Grammy Latino por "Melhor Álbum Tropical Contemporâneo". No ano seguinte o álbum recebeu recebeu mais quatro indicações, tendo vencido as três que concorreu no Billboard Latin Music Awards nas categorias "Tropical Album of the Year", "Álbum Digital do Ano" e "Álbum do Ano". O primeiro single, "Standy by Me" recebeu uma única indicação, ganhando na categoria "Canção Tropical do Ano" no Lo Nuestro Awards. "Corazón Sin Cara" lançado como segundo single, recebeu seis indicações e venceu em duas categorias uma no Billboard Latin Music Awards por "Melhor Canção Tropical" e "Melhor Vídeo" no Premios Juventud.
Em 2012, Royce recebeu três indicações no Billboard Music Awards, três Casandra Award vencendo na categoria "Artista mais Popular Estrangeiro". No Billboard Latin Music Awards, Royce recebeu doze indicações tendo o maio número de indicações neste ano. O cantor foi o mais premiado ao lado de Don Omar com oito estatuetas cada. Nos Premios Juventud, recebeu 10 indicações, ele e sua canção "Las Cosas Pequeñas" receberam três cada, suas parcerias com Daddy Yankee e Maná na categoria "Combinação Perfeita" e a turnê Euphoria Tour com Enrique Iglesias e Pitbull na categoria "Melhor Turnê".
Em 2016, foi indicado ao Grammy Latino de Melhor Canção Tropical por sua canção "La Carretera".